# Un mundo de talentos
Un mundo de talentos (en inglés: A world of Talents) es un cuento corto de Philip K. Dick escrito en 1954.

## Argumento
El relato tiene lugar en una colonia extrasolar. En el Sistema Solar los mutantes han sido declarados proscritos, pero no así en las colonias, donde humanos y mutantes conviven en un equilibrio inestable.
El protagonista es Curt, un precog casado con una precog en un experimento de eugenesia pero cuyo hijo no parece tener poderes psíquicos sino, más bien, al contrario, parece sufrir algún tipo de tara (son los llamados "mudos").
Curt trata de que humanos normales y mutantes convivan, y en sus esfuerzos descubre la existencia de los "anti-psi", personas que carecen de poderes psíquicos, pero que son capaces de anular los poderes psíquicos de los otros mutantes.